# Leucaspis signoreti
Leucaspis signoreti är en insektsart som beskrevs av Victor Antoine Signoret 1870. Leucaspis signoreti ingår i släktet Leucaspis och familjen pansarsköldlöss. Inga underarter finns listade i Catalogue of Life.